# Бубенцов Андрій Володимирович
Андрій Володимирович Бубенцов (нар. 2 березня 1998, Марганець, Нікопольський район, Дніпропетровська область, Україна) — український футболіст, воротар польського клубу «Орлента» (Радинь-Підляський).

## Життєпис
Народився в місті Марганець, Дніпропетровська область. Вихованець місцевого «Шахтаря», у футболці якого з 2009 по 2011 рік виступав в юнацьких змаганнях Дніпропетровської області. У 2011 році перейшов до дніпропетровського «Інтера», в футболці якого виступав у ДЮФЛУ.
Напередодні старту сезону 2015/16 років перейшов у донецький «Шахтар», але відразу після цього відправився в оренду до «Олександрії», де виступав за юнацьку та молодіжну команду клубу. В травні 2016 року зіграв дві матчі за юнацьку команду донецького «Шахтаря». Першу частину сезону 2016/17 після провів у оренді в юнацькій команді київського «Арсеналу». В середині лютого 2017 року перейшов в оренду до свого колишнього клубу, «Олександрії». Відіграв 1 матч в юнацькій першості України, після чого залишив розташування олександрійців.
9 лютого 2018 року підписав контракт з ПФК «Суми». У футболці «городян» дебютував 26 серпня 2018 року в програному (0:6) виїзному поєдинку 6-го туру Першої ліги України проти краматорського «Авангарду». Андрій вийшов на поле у стартовому складі та відіграв увесь матч. З серпня по жовтень 2018 року зіграв 5 матчів за «Суми» в Першій лізі України. Після цього залишив «професіоналів».
У 2019 році перебрався до ще аматорського клубу «ВПК-Агро», який виступав у чемпіонаті Дніпропетровської області та аматорському чемпіонаті України. Разом з командою пройшов шлях від аматорів до Першої ліги України. У футболці клубу з Магдалинівки на професіональному рівні дебютував 27 липня 2019 року в переможному (2:0) виїзному поєдинку 1-го туру групи Б Другої ліги України проти одеського «Реал Фарми». Бубенцов вийшов на поле в стартовому складі та відіграв увесь матч. За підсумками сезону 2019/20 років «ВПК-Агро» виграв групу Б Другої ліги та підвищився в класі. За півтора сезони виступів на професіональному рівні за магдалинівський клуб зіграв 44 матчі в чемпіонатах України та 5 поєдинків у кубку України.
Під час зимової перерви в сезоні 2020/21 перейшов до «Миколаєва». У футболці «корабелів» дебютував 19 березня 2021 року в програному (0:1) виїзному поєдинку 17-го туру Першої ліги України проти харківського «Металіста 1925». Андрій вийшов на поле в стартовому складі та відіграв увесь матч. Зіграв 15 матчів за «муніципалів» у Першій лізі. У першій половині липня 2021 року залишив «Миколаїв». 
9 липня 2021 року уклав договір з «Металістом», в якому отримав футболку з 55-им ігровим номером. Того ж дня взяв участь у нічийному (1:1) товариському поєдинку проти «Альянса». На 40-ій хвилині поєдинку занадто далеко вийшов з власних воріт, це помітив півзахисник клубу з Липової Долини Станіслав Шарай й ударом з власної половини поля відзначився голом у воротах «Металіста».